# راي كسار
راي كسار (بالإنجليزية: Ray Kassar)‏ هو رائد أعمال أمريكي، ولد في 2 يناير 1928 في بروكلين في الولايات المتحدة، وتوفي في 10 ديسمبر 2017 في فيرو بيتش ‏ في الولايات المتحدة.